# Cavernoma
El cavernoma, llamado también angioma cavernoso o malformación cavernosa, es una malformación vascular bien circunscrita, compuesta por un endotelio grueso de forma sinusoidal, con lo que adquiere un aspecto de mora. Las células del endotelio son parecidas a las células que forran los vasos sanguíneos normales, pero faltan las otras capas que se encuentran en las paredes de un vaso sanguíneo normal. Las anomalías en la pared de estos vasos los predisponen a las hemorragias.

## Etiología
Los cavernomas pueden producirse tras radioterapia pero casi siempre son de causa desconocida o de origen hereditario. En este último caso se heredan mediante un tipo de herencia autosómica dominante.

## Cuadro clínico
Los cavernomas pueden ser únicos o múltiples. Los familiares suelen ser múltiples. La mayoría tiene una localización intracerebral supratentorial.
Los angiomas cavernosos se suelen manifestar por crisis epilépticas, hemorragias o síntomas neurológicos focales. Frecuentemente el angioma cavernoso no causa síntomas. Sin embargo, un estudio de caso recientemente publicado en la Revista de Investigación en Logopedia por parte de Álvarez, Torres, Culcay & Bascuñan (2021) da cuenta del desarrollo atípico de la comunicación y lenguaje en un niño de 3 años 10 meses a causa de la presencia de múltiples cavernomas en diversas áreas cerebrales.

## Diagnóstico
No es visualizable con la angiografía. La resonancia magnética nuclear es el método de diagnóstico más sensible.

## Tratamiento
El tratamiento, cuando es preciso, es quirúrgico o Radiocirugía. También puede ser necesario el tratamiento de sus manifestaciones clínicas, cuando las produzca, por ejemplo el uso de fármacos antiepilépticos y seguramente requerirá fisioterapia para tratar las secuelas.
Existe la opción de tratamiento no invasivo mediante radiocirugía, también denominada SRS (Radiocirugía Estereotáctica, de sus siglas en inglés de Stereotactic Radio Surgery). Antiguamente se utilizaba un marco metálico para sujetar el cráneo durante el tratamiento y asegurar la precisión de la radioterapia. Hoy en día, y debido a aceleradores lineales de última generación como el Cyberknife ya no se necesitan estos marcos, ya que estos aparatos son capaces de detectar los movimientos corporales y parar y/o ajustar el tratamiento. Por ello se les denomina Radiocirugía "frameless" (sin marco).